# Acantholimon dianthifolium
Acantholimon dianthifolium är en triftväxtart som beskrevs av Bokhari. Acantholimon dianthifolium ingår i släktet Acantholimon och familjen triftväxter. Inga underarter finns listade i Catalogue of Life.